# Pontins Professional
Pontins Professional var en inbjudningsturnering i snooker som spelades varje år mellan 1974 och 2000 i Pontin's semesteranläggning i Prestatyn i norra Wales. Turneringen avgjordes i slutet på varje säsong. Under de första åren deltog så gott som alla de bästa spelarna i världen, men framåt 1990-talet gjorde det stora antalet turneringar att de flesta av de största stjärnorna valde att inte delta.
Hemmaspelarna från Wales har dominerat turneringen genom åren, i synnerhet under den första halvan av turneringens historia.

## Vinnare
| År   | Segrare         | Finalmotståndare | Resultat | Säsong  |
| ---- | --------------- | ---------------- | -------- | ------- |
| 1974 | Ray Reardon     | John Spencer     | 10 - 9   | 1973/74 |
| 1975 | Ray Reardon     | John Spencer     | 10 - 9   | 1974/75 |
| 1976 | Ray Reardon     | Fred Davis       | 10 - 4   | 1975/76 |
| 1977 | John Spencer    | John Pulman      | 7 - 5    | 1976/77 |
| 1978 | Ray Reardon     | John Spencer     | 7 - 2    | 1977/78 |
| 1979 | Doug Mountjoy   | Graham Miles     | 8 - 4    | 1978/79 |
| 1980 | John Virgo      | Ray Reardon      | 9 - 6    | 1979/80 |
| 1981 | Terry Griffiths | Willie Thorne    | 9 - 8    | 1980/81 |
| 1982 | Steve Davis     | Ray Reardon      | 9 - 4    | 1981/82 |
| 1983 | Doug Mountjoy   | Ray Reardon      | 9 - 7    | 1982/83 |
| 1984 | Willie Thorne   | John Spencer     | 9 - 7    | 1983/84 |
| 1985 | Terry Griffiths | John Spencer     | 9 - 7    | 1984/85 |
| 1986 | Terry Griffiths | Willie Thorne    | 9 - 6    | 1985/86 |
| 1987 | Neal Foulds     | Willie Thorne    | 9 - 6    | 1986/87 |
| 1988 | John Parrott    | Mike Hallett     | 9 - 1    | 1987/88 |
| 1989 | Darren Morgan   | Tony Drago       | 9 - 2    | 1988/89 |
| 1990 | Stephen Hendry  | Mike Hallett     | 9 - 6    | 1989/90 |
| 1991 | Neal Foulds     | Mike Hallett     | 9 - 6    | 1990/91 |
| 1992 | Steve James     | Neal Foulds      | 9 - 8    | 1991/92 |
| 1993 | Ken Doherty     | Darren Morgan    | 9 - 3    | 1992/93 |
| 1994 | Ken Doherty     | Nigel Bond       | 9 - 5    | 1993/94 |
| 1995 | Peter Ebdon     | Ken Doherty      | 9 - 8    | 1994/95 |
| 1996 | Ken Doherty     | Nigel Bond       | 9 - 7    | 1995/96 |
| 1997 | Martin Clark    | Andy Hicks       | 9 - 7    | 1996/97 |
| 1998 | Mark Williams   | Martin Clark     | 9 - 6    | 1997/98 |
| 1999 | Jimmy White     | Matthew Stevens  | 9 - 5    | 1998/99 |
| 2000 | Darren Morgan   | Jimmy White      | 9 - 2    | 1999/00 |